# ويليام ويستون آدامز
ويليام ويستون آدامز هو سياسي أمريكي، ولد في 15 نوفمبر 1786، وتوفي في 11 أغسطس 1831. انتخب عضو مجلس نواب كارولاينا الجنوبية ‏.